# Tetsuya Yamazaki
Tetsuya Yamazaki (山崎 哲也 Yamazaki Tetsuya?, nacido el 25 de julio de 1978 en Shizuoka) es un exfutbolista japonés. Jugaba de defensa y su último club fue el Oita Trinita de Japón.

## Trayectoria

### Clubes
| Club              | País  | Año         |
| ----------------- | ----- | ----------- |
| Montedio Yamagata | Japón | 1997 - 1998 |
| Oita Trinita      | Japón | 1999 - 2004 |
| Cerezo Osaka      | Japón | 2005 - 2007 |
| Oita Trinita      | Japón | 2008        |

## Palmarés

### Títulos nacionales
| Título         | Club         | País  | Año  |
| -------------- | ------------ | ----- | ---- |
| J2 League      | Oita Trinita | Japón | 2002 |
| Copa J. League | Oita Trinita | Japón | 2008 |